# Jonas Aaen Jørgensen
Jonas Aaen Jørgensen (* 20. April 1986) ist ein dänischer Radrennfahrer.

## Karriere
Jørgensen begann seine internationale Karriere 2006 bei dem dänischen UCI Continental Team GLS. Er gewann in der Saison 2007 mit einer Etappe des Triptyque des Monts et Châteaux seinen ersten internationalen Wettbewerb und den Grote Prijs Stad Zottegem, ein Eintagesrennen der ersten UCI-Kategorie. Er gewann in den Jahren 2008 und 2009 sechs weitere Rennen des internationalen Kalenders.
Zur Saison 2010 wechselte Jørgensen zum UCI ProTeam Saxo Bank, für das er vier Jahre fuhr. In dieser Zeit gewann er mit dem Grand Prix d’Isbergues 2011 ein weiteres Eintagesrennen der ersten Kategorie und nahm an zwei Grand Tours teil, der Vuelta a España 2011 und dem Giro d’Italia 2012, die er auf den Plätzen 138 bzw. 141 beendete.
Im Jahr 2014 kehrte er zu einem Continental Team zurück, dem Riwal Platform Cycling Team, für das er in seinem ersten Jahr das Scandinavian Race Uppsala gewann. Er blieb bei dieser Mannschaft auch nachdem diese zur Saison 2019 eine Lizenz als Professional Continental Team erhielt.

## Erfolge
2007
- eine Etappe Le Triptyque des Monts et Châteaux
- Grote Prijs Stad Zottegem

2008
- Vlaamse Havenpijl

2009
- eine Etappe Tour du Loir-et-Cher
- Scandinavian Race Uppsala
- eine Etappe Ringerike Grand Prix
- zwei Etappen Slowakei-Rundfahrt

2011
- Grand Prix d’Isbergues

2014
- Scandinavian Race Uppsala

## Teams
- 2006 Team GLS
- 2007 Team GLS
- 2008 Team GLS-Pakke Shop
- 2009 Team Capinordic
- 2010 Team Saxo Bank
- 2011 Saxo Bank-SunGard
- 2012 Team Saxo Bank-Tinkoff Bank
- 2013 Team Saxo-Tinkoff
- 2014 Riwal Platform Cycling Team
- 2015 Riwal Platform Cycling Team
- 2016 Riwal Platform Cycling Team
- 2017 Riwal Platform Cycling Team
- 2018 Riwal Readynez Cycling Team
- 2019 Riwal Readynez Cycling Team